# Nizamabad (Uttar Pradesh)
Nizamabad is een nagar panchayat (plaats) in het district Azamgarh van de Indiase staat Uttar Pradesh. 

## Demografie
Volgens de Indiase volkstelling van 2001 wonen er 12.096 mensen in Nizamabad, waarvan 52% mannelijk en 48% vrouwelijk is. De plaats heeft een alfabetiseringsgraad van 60%. 